# Smart Araneta Coliseum
Le Smart Araneta Coliseum, surnommé The Big Dome, est une salle omnisports située dans le quartier de Cubao, à Quezon City, aux Philippines. C'est une des plus grands salles de ce genre en Asie, et un des plus grands dômes du monde.
Le Smart Araneta Coliseum est principalement utilisé pour le sport, particulièrement le basketball : c'est la principale salle de la Philippine Basketball Association. Le Big Dome abrite aussi des compétitions de boxe, des combats de coqs, des concerts de vedettes locales ou internationales, du cirque, des rassemblements religieux, des concours de beauté, etc.
La salle est accessible par la « ligne bleue » (MRT-3) et la « ligne jaune » (LRT-2) du métro de Manille (station Araneta Center-Cubao).

## Histoire
En 1952, J. Amado Araneta a acheté à Radio Corporation of America (RCA) un terrain de 35 hectares à Cubao (en), qui est aujourd'hui l'Araneta Center (en). Cet terrain, sur lequel se trouve la résidence de la famille Araneta (en), est limité par Epifanio Delos Santos Avenue (en), les boulevards  Aurora et P. Tuazon et la quinzième avenue.
La construction du Coliseum a commencé en 1957 et s'est terminée à la fin de 1959. Il est l'œuvre de l'architecte Dominador Lacson Lugtu et de l'ingénieur Leonardo Onjunco Lugtu, deux chinois philippins diplômés de l'Institut de technologie Mapúa (en). De 1960 à 1963, il a obtenu une reconnaissance internationale et a été reconnu comme la plus grande salle de sport couverte du monde. Il reste aujourd'hui un des dômes les plus grands du monde, et la plus grande salle d'Asie, avec un diamètre de 108 m. Il occupe une surface totale de presque 40 000 m2 et a une surface au sol de 23 000 m2.
Il a ouvert le 16 mars 1960 avec le combat de boxe entre Gabriel « Flash » Elorde et l'américain Harold Gomes pour le championnat du monde des poids super-plumes. L'entrée coûtait 80 centavos, et cinq pesos pour la section réservée.
Parmi les autres événements notables ayant eu lieu sur place, on trouve les onzième et trente-quatrième cérémonies des FAMAS Award, le combat  de 1975 entre Mohamed Ali et Joe Frazier « Thrilla in Manila » et le concours de beauté annuel Binibining Pilipinas (Miss Philippines). En 2008, environ un millier de matches de la Philippine Basketball Association (PBA) avaient eu lieu à l'Araneta Coliseum. La salle a aussi accueilli le Championnat du monde de basket-ball masculin 1978, un match entre les Washington Bullets et une sélection de la PBA en 1979, ainsi que le championnat d'Asie de basketball junior 1982, remporté par les Philippines contre la Chine en finale.
En 1981, le panneau d'affichage original a été remplacé par un panneau de marque Seiko qui affichait aussi le temps restant à jouer en millisecondes. En 1983, la couleur du terrain de basket a été changée du rouge au jaune. En 1995, les encombrants panneaux de baskets utilisés depuis les années 1970 ont été remplacés par des panneaux Hydra-Rib.
Au quatrième trimestre 1998, la famille Araneta et Pilipinas Shell (filiale de Royal Dutch Shell) sont entrés en négociation pour le parrainage du stade pour dix ans. La famille, qui voulait que son nom soit maintenu, a rejeté le nom « Shell Coliseum at the Araneta Center ». Au lieu de cela, les parties ont conclu un accord pour peindre le logo et le nom de Shell sur le terrain de basket ; cette opération a failli être annulée devant les protestations des équipes de la PBA, Shell possédant l'une d'elles, les Shell Turbo Chargers (en).
En juillet 1999, la salle a bénéficié de sa première rénovation majeure, pour 200 millions de pesos philippins. Il a rouvert le 20 novembre de la même année. Les principaux changements sont la rénovation des places du bas, le remplacement des sièges et l'installation d'un grand panneau central quadrangulaire. En 2003, des écrans LED ont été ajoutés à ce panneau.
Le plus gros succès financier de la salle entre 2001 et 2008 a été la combat de boxe entre Manny Pacquiao et Oscar Larios, qui a rapporté 96,2 millions de pesos. Un concert de Westlife a attiré was 17 887 personnes et rapporté 18,5 millions de pesos, tandis que Cliff Richard rapportait 17,2 millions de pesos avec seulement 5 647 spectateurs.

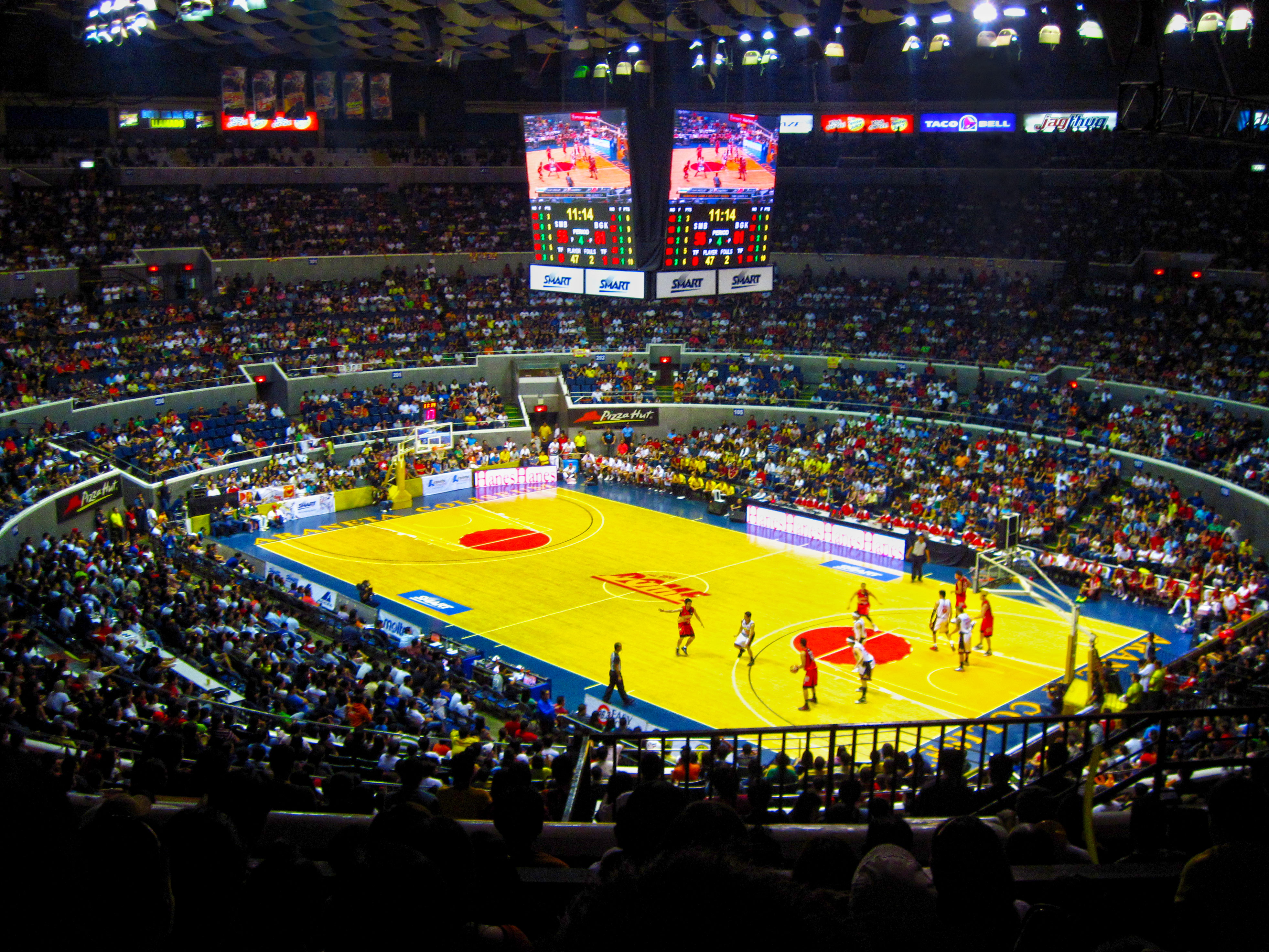
Un match de basket de 2011 avec le « Big Cube » allumé.

En 2010, le panneau des scores installé en 1999 a été remplacé par un écran LED géant surnommé le « Big Cube ». Cet écran est beaucoup plus grand que le précédent, avec une surface de (quatre fois) 22,22 m2. Pendant les événements sportifs, il diffuse aussi bien les scores que de la vidéo, ou un mélange des deux. il a été utilisé pour la première fois pour le basket lors de la demi-finale de la Coupe de basketball des Philippines 2010-2011 (en) le 5 janvier 2011.
En juillet 2011, la famille Araneta a conclu un accord de parrainage avec Smart Communications, Inc. (une filiale de Philippine Long Distance Telephone Company), pour renommer la salle « Smart Araneta Coliseum » pour cinq ans. L'accord comprend des améliorations de la salle comm l'installation d'escalators vers les niveaux supérieurs et la construction d'un parking pour 2 000 voitures.
Depuis le concert de Tears for Fears de juin 2012, il est possible d'acheter les tickets d'entrée en ligne,. D'autres améliorations de 2012 comprennent la rénovation de la Porte rouge et de la façade de la Porte verte, ainsi que le remplacement des sièges du niveau supérieur, qui accroît la capacité assise. Les sections du niveau inférieur ont également été réorganisées.